# Шилін Афанасій Петрович
Ши́лін Афана́сій Петро́вич (нар. 1 вересня 1924, село Петропавлівка, Саратовської губернії — пом. 22 травня 1982, Москва) — радянський військовик, генерал-лейтенант артилерії (1975). Двічі Герой Радянського Союзу (1944, 1945).

## Нагороди
- Двічі Герой Радянського Союзу (22 лютого 1944 і 24 березня 1945);
- Орден Леніна (1944);
- Орден Червоного Прапора (1943);
- Орден Вітчизняної Війни 2-го ступеня (1943);
- Орден Трудового Червоного Прапора (1969);
- Орден «За службу Батьківщині в Збройних Силах СРСР» 3-го ступеня (1977);
- медалі (більше 7-ми);
- іноземні орден і медаль.